# Швербеластунгскёрпер
Швербеластунгскёрпер (нем. Schwerbelastungskörper — «объект для создания тяжелой нагрузки») — крупное цилиндрическое строение из неармированного бетона и железобетона, расположенное в Берлине (Германия), в административном округе Темпельхоф-Шёнеберг, немного южнее пересечения улицы Генерала Папе с улицей Конрада Дудена. Это тривиальное и в то же время необычное сооружение построено в 1941—1942 годах для изучения возможности возведения массивных тяжёлых строений на нестабильных песчаных почвах, так как недалеко от этого места планировалось в дальнейшем возвести гигантских размеров триумфальную арку в рамках проекта Альберта Шпеера по реконструкции Берлина. В конце Второй мировой войны планировалось взорвать «цилиндр», но это так и не было осуществлено из-за тесно окружающих его жилых зданий. В 1995 году постройка была признана историческим памятником.
| Высота             | 14 м               |
| Диаметр            | 21 м               |
| Глубина фундамента | 18 м               |
| Объём              | 12 650 м³          |
| Масса              | 30 000 т           |
| Стоимость          | 400 000 рейхсмарок |